# Mabea elegans
Mabea elegans är en törelväxtart som beskrevs av Henry Hurd Rusby. Mabea elegans ingår i släktet Mabea och familjen törelväxter. Inga underarter finns listade i Catalogue of Life.